# Alpy Ticino i Verbano

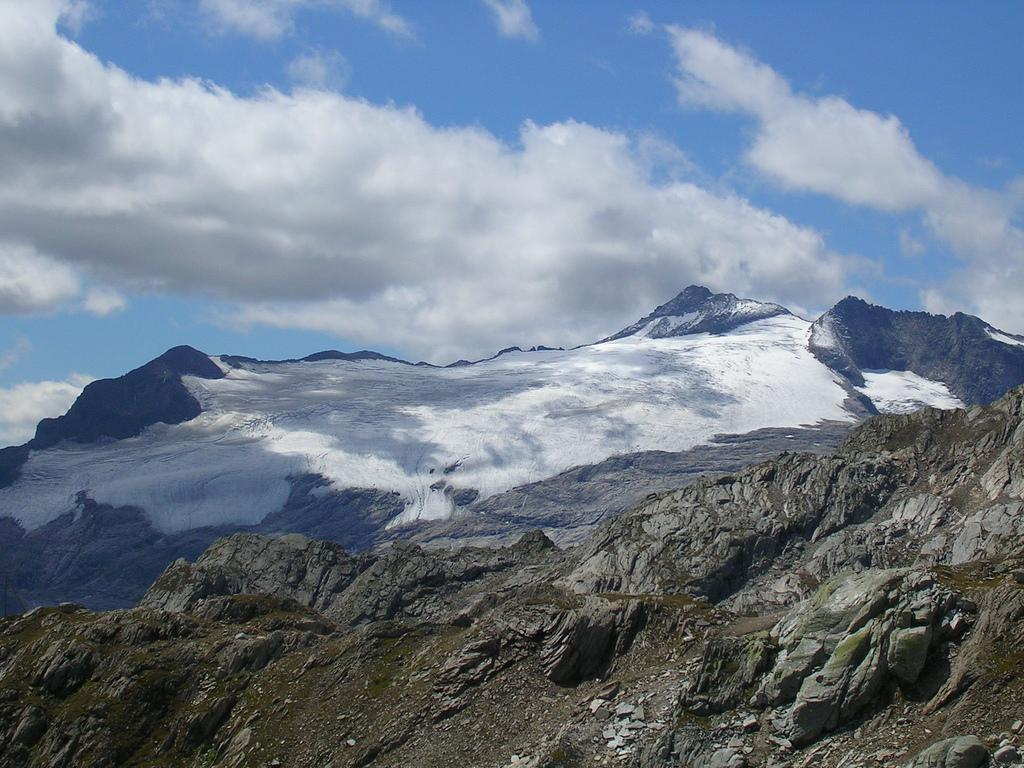
Basodino

Alpy Ticino i Verbano - to podgrupa górska Alp Lepontyńskich, części Alp Zachodnich. Leży na pograniczu Włoch (region Piemont) i Szwajcarii (kanton Ticino). 
Grupa ta graniczy z: Alpami Adula na wschodzie, Alpy Monte Leone – Świętego Gotarda na północy, Prealpi Luganesi na południowym wschodzie, Alpami Pennińskimi na południowym zachodzie oraz zachodzie.
Najwyższe szczyty:
- Basodino - 3273 m,
- Pizzo Campo Tencia - 3071 m,
- Pizzo Cristallina - 2912 m,
- Pizzo Forno - 2907 m,
- Pizzo Biela - 2863 m,
- Sassariente - 1767 m.